# 蘭科夫采市鎮

蘭科夫采市鎮在北马其顿的位置

蘭科夫采市镇是北馬其頓的一個市镇。該市镇北接塞爾維亞，東臨克里瓦帕蘭卡市鎮，南毗克拉托沃市鎮，西鄰旧纳戈里查内市镇，總面積240.71平方公里，2002年人口4,144。 

## 外部連結
- 官方网站  （馬其頓文）